# Jan Czarnocki

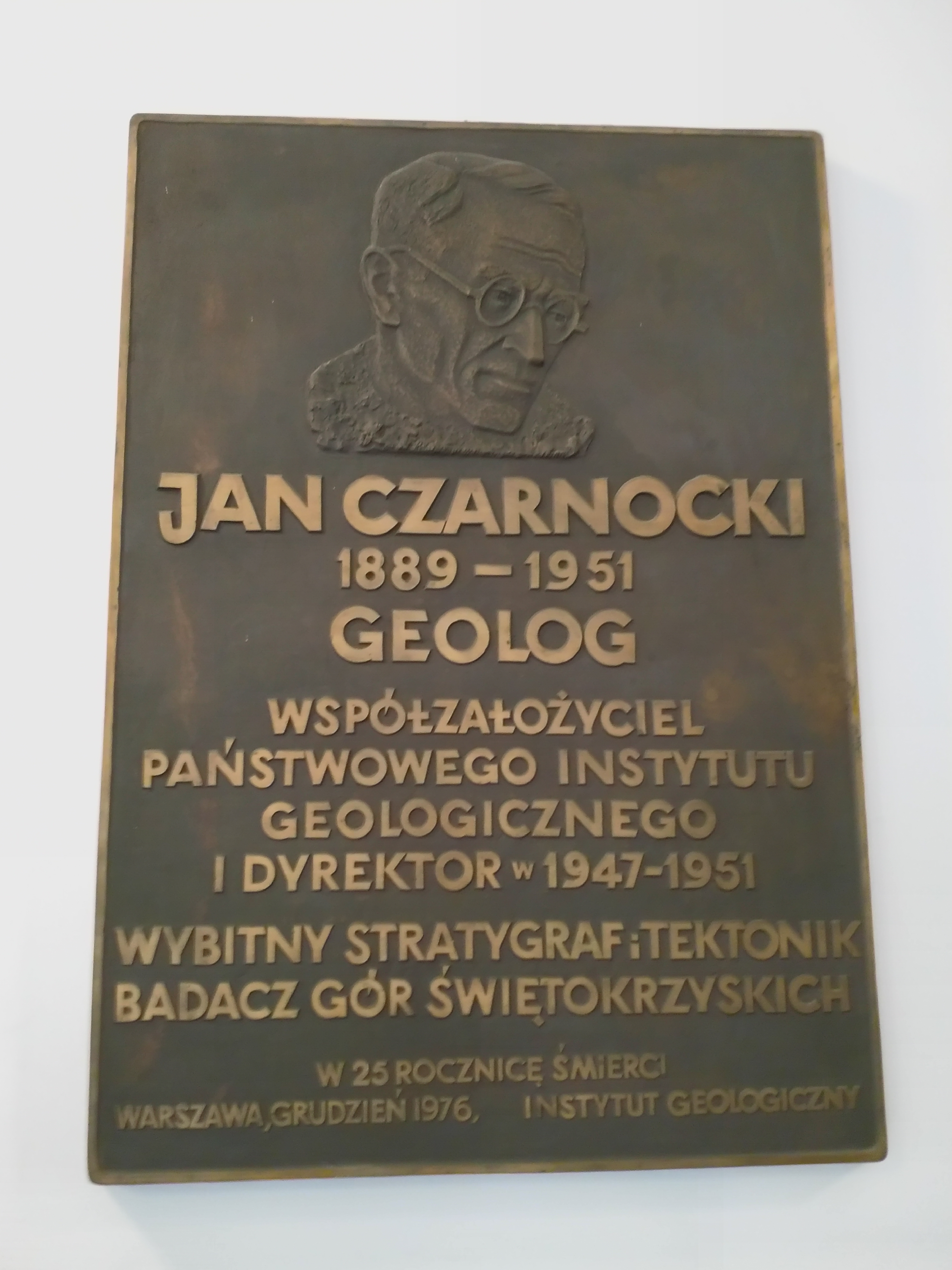
Tablica w Państwowym Instytucie Geologicznym

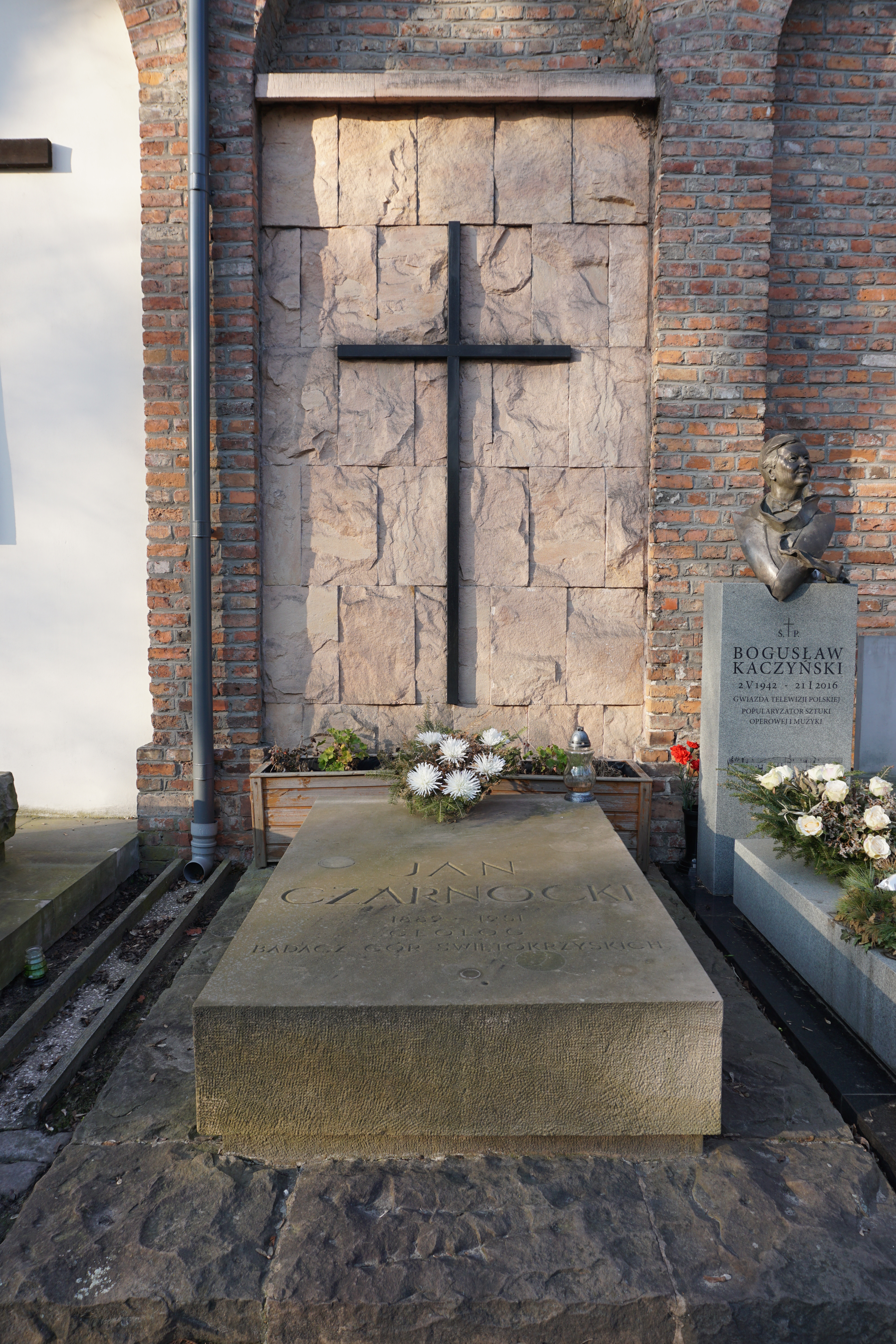
Grób Jana Czarnockiego na cmentarzu Powązkowskim

Jan Józef Czarnocki (ur. 24 maja 1889 w Kielcach, zm. 16 grudnia 1951 w Warszawie) – polski geolog, dyrektor Państwowego Instytutu Geologicznego.

## Życiorys

### Wykształcenie
Syn mierniczego przysięgłego Jarosława i Jadwigi Korejwo. Początkowo uczył się w szkole rosyjskiej, którą po strajku szkolnym w 1905 opuścił z „wilczym biletem”. Po 1905 kształcił się w polskiej Szkole Handlowej w Kielcach. Już jako uczeń kolekcjonował okazy geologiczne i przyrodnicze podczas wędrówek z kolegą szkolnym, Janem Samsonowiczem, po Górach Świętokrzyskich. Ostatecznie wybrał geologię. Pierwsze, jeszcze uczniowskie opracowanie, jednak o charakterze pracy naukowej Paleontologiczny rys iłołupków górnodewońskich okolic Kielc (28.05.1908 r.), znajduje się w Pamiętniku Szkoły Handlowej Dla siebie i szkoły z roku 1909.
W latach 1910–1913 studiował geologię na Uniwersytecie Franciszkańskim we Lwowie, u profesorów Józefa Siemiradzkiego, Mariana Alojzego Łomnickiego i Rudolfa Zubera. W 1913 roku studiował na Uniwersytecie Jagiellońskim w Krakowie, m.in. u profesorów Eugeniusza Romera i Mariana Raciborskiego. Wybuch wojny w 1914 i śmierć ojca przeszkodziły mu w powrocie do Lwowa i w formalnym zakończeniu studiów. 
Podczas studiów Czarnocki kontynuował wraz z Janem Samsonowiczem badania geologiczne Gór Świętokrzyskich. Wyniki opublikowane zostały w 1915 roku, w Wydawnictwach Towarzystwa Naukowego Warszawskiego.

### Praca zawodowa
W latach 1916–1919 Czarnocki był zatrudniony jako asystent u prof. Jana Lewińskiego w Zakładzie Geologii Uniwersytetu Warszawskiego. Równocześnie, w 1917 roku, pracował w Muzeum Przemysłu i Rolnictwa jako Kierownik Pracowni Geologicznej. Umieścił tam też swoje zbiory geologiczne z Gór Świętokrzyskich. W 1919 wraz ze zbiorami i biblioteką pracowni wszedł w skład nowo tworzonego Państwowego Instytutu Geologicznego. Jego zbiory zapoczątkowały utworzenie Muzeum Geologicznego Instytutu.
W Państwowym Instytucie Geologicznym Czarnocki pracował jako geolog terenowy i kustosz Muzeum, a od 1937 roku jako Kierownik Grupy Świętokrzyskiej. Badał zwłaszcza paleozoik świętokrzyski i miocen Przedgórza Karpat, gromadząc m.in. bogate kolekcje skamieniałości: kambryjskich trylobitów, dewońskich głowonogów (klimenii) i mioceńskich mięczaków. Opracowywał mapy geologiczne, w tym: środkowej części Gór Świętokrzyskich w skali 1: 100 000 (1919) oraz arkusza Kielc Mapy geologicznej Polski w skali 1: 100 000 (1938).
W 1938 nastąpiła zmiana dyrekcji w PIG i reorganizacja Instytutu. Na dyrektora PIG został powołany Karol Bohdanowicz, a na jego zastępcę Jan Czarnocki. Wprowadzono wówczas w dużym zakresie badania geofizyczne i prace wiertnicze do badań północno-wschodniej i północno-zachodniej Polski, a także Gór Świętokrzyskich. Wybuch wojny w 1939 roku przerwał te działania.
Był dyrektorem Państwowego Instytutu Geologicznego w latach 1947–1951. Wydał ponad sto publikacji poświęconych głównie Górom Świętokrzyskim.
Został pochowany na cmentarzu Powązkowskim w Warszawie (aleja zasłużonych-1-46,47).
Postanowieniem prezydenta Bolesława Bieruta z 18 grudnia 1951 został pośmiertnie odznaczony Krzyżem Kawalerskim Orderu Odrodzenia Polski.

## Upamiętnienie
W Kielcach jego imieniem nazwano rezerwat przyrody Ślichowice oraz jedno z osiedli.